# 杉浦友紀
杉浦 友紀（すぎうら ゆき、1983年5月14日 - ）は、NHKのアナウンサー。

## 来歴
愛知県名古屋市生まれ、岡崎市育ち。父親の仕事の関係で1歳半から5歳までアメリカ・サンフランシスコに住み、帰国後岡崎市立三島小学校に通う。11歳から15歳までオーストラリア・メルボルンに住み、1999年に帰国して南山国際中学校に編入。南山国際高等学校、上智大学文学部新聞学科卒業。大学在学中の2003年にミスソフィア、また首都圏各大学の「ミスキャンパス」からさらに「ミス」を選ぶ「Miss of Miss Campus Queen Contest」で、準グランプリを受賞した。その関係で、大学時代には民放テレビ局の番組に出演していたことがある。
2006年入局。当初は教育番組のディレクターを志望していた。初任地は福井局で、名古屋放送局では地上デジタル放送推進大使を担当。東京アナウンス室への異動後、2016年リオデジャネイロオリンピック現地キャスターを担当。

## パーソナルデータ
- 趣味、好きなこと：ライブ（音楽）、野外フェス、映画、ボタン集め[8]。
- 好きな食べ物：母親手製のアップルパイ、赤だしのお味噌汁、ビールに合うもの[8]。
- 大のお笑い好き。NHK入局後も吉本興業グループ企業所属タレントと時折共演している。
- 愛称の由来：初任地の福井局へ赴任した当時、そこにはかつてもう一人「杉浦」姓の杉浦隆アナ（2022年7月退職）がいたことから、区別するために「ゆっきー」[9]「ゆきちゃん」や「ミスソフィア杉浦」などと呼ばれていた。
- TBSドラマ『アンナチュラル』のファンだった[t 2]。
- 2015年2月9日、同期のNHK職員と近く結婚、と報じられた[10]。5月5日、東京・神田駿河台の山の上ホテルにて、挙式、披露宴[11][12]。
- 2024年度は第1子懐妊・出産のために休職。この件については2025年に職場へ復職してから担当している『おとな時間研究所』（2025年4月4日放送）の番組の中で遠回しの言い方ながら明らかにしている[13][14]。

## 出演番組

### 現在の出演番組
- おとな時間研究所（2025年4月4日 - 、Eテレ） - 司会

### 過去の出演番組

#### 学生時代（アルバイト）
- ノブナガ（2004年6月20日・27日、中部日本放送）
  - 大学生の時に、同番組のロケ企画"地名しりとり"で上智大学を訪れたワッキー（ペナルティ）としりとりをした。また、この時のインタビューで「卒業後はアナウンサーになりたい」と話していた。
- ドラゴン&ボールアワー（2005年4月6日、TBSテレビ）後番組のハナタカ天狗にも出演。
  - この時のインタビューで「将来は映画関係の仕事に就きたい」と語っていた。

#### NHK福井局 - 名古屋局時代
- 夢見るタマゴ!熱血浜田塾 特別講習（司会研修生、不定期）
  - 地方局在籍の新人が異例の抜擢で全国区デビュー。これまでは2006年8月17日、2007年3月24日・8月10日放送。
- 着信御礼!ケータイ大喜利（2007年1月27日深夜・6月16日深夜・10月20日深夜、2009年1月2日=1日深夜[15]）
  - 同期のアナウンサーはこの番組が全国デビューとなったが、杉浦は『熱血浜田塾』が全国デビューだったため、浜田雅功の後輩であるレギュラー陣が逆に恐れ多いという態度を示した。
  - 3回目の出演では、お笑い好きということでアナウンサーメモに謎掛けを入れて挑戦したが、板尾創路に「圏外」判定された。
- これこそ!わが町 元気魂（2008年月2日夜）
  - 関東・甲信越・中部ブロックの福井県代表として、勝山市の恐竜町おこしを紹介した。
- 新春"ちりとてちん"増刊号（2008年1月4日深夜）
- ゆうどきネットワーク
  - 2008年2月13日 - 勝山市から「かきもち」を紹介。
  - 2009年3月2日 - 6日 - 司会代行
  - 2010年1月7日 - 愛知県田原市から「切り干し大根」「たこあげ」の紹介。
- ウイークエンド中部（2008年1月26日・2月2日・2月16日）
  - 名古屋局（当時）の森山春香の負傷休業の代役で、名古屋局（当時）の橋本奈穂子と交替で代理出演した。
- 心ひとつに にっぽん全国 感動の校歌物語（2008年3月20日、BS2）
  - 閉校となる小浜市下根来小学校で、学校の子どもたちが受け継いできた歌をめぐる物語を紹介。
- 金とく「東海北陸対抗クイズde春らんまん」（2008年4月11日）福井県プレゼンター
- ダヴィンチの夢〜浜田未来科学研究所〜（2008年5月5日）
  - 「夢見るタマゴ!」と同じく、浜田雅功の秘書の役柄でアシスタント出演。
- 生中継 ふるさと一番! - ゲストは江口ともみ。
  - 「伝統の技が生みだすオシャレ和紙〜福井県越前市〜」（2008年11月10日）
  - 「一彫入魂!匠（たくみ）の技光る竹人形〜福井県坂井市〜」（2008年11月11日）
- ことばおじさんのナットク日本語塾
  - アナウンサーの方言ファイルで方言アナとして登場。愛知県（三河弁）の「りん」（No.104）、「まい」（No.111）、「だら」（No.131）を紹介。
- LIVE610
- ほっとイブニング（2009年8月10日 - 8月14日、2010年8月30日 - 9月3日、2011年9月5日 - 9月9日） - キャスター・櫻木瑶子の夏休みによる代理出演
- プロジェクトJAPAN ETV特集 シリーズ「日本と朝鮮半島2千年」第5回「日本海の道」（2009年8月30日、Eテレ）
- 番組たまご「国民的ことばバラエティー みんなでニホンGO!」（2009年10月9日） - 中尾彬、チュートリアルと共に司会。
- 金とく「福井のじかん」、「"ご当地グルメ"秋の大感謝祭!」（2009年10月16日）
- 生活ほっとモーニング「発見!とっておきの旅 麿赤兒さんが誘う ディープな名古屋」（2009年10月29日） - 麿赤児と名古屋市大須をめぐる旅。
- 産地発!たべもの一直線（2010年4月4日） - “地元”三河湾で採れたあさりについての回。取材と東京のスタジオ出演。
- あさイチ「旬旅10 行ってみたい! 名古屋」（2010年6月17日）- ゲスト：パパイヤ鈴木
- 「今日は一日“ゲーム音楽”三昧」（2010年8月7日、NHK-FM）
- 「歴旅Q タイムトラベラー「江」」（2011年1月3日） - ウエンツ瑛士とともに司会。
- 「NHKナゴヤニューイヤーコンサート2011」（2011年1月3日、教育） - 桂米團治とともに司会。[16]
- FIFA女子ワールドカップ 2011年ドイツ大会中継（2011年6月29日未明・6月30日未明・7月1日夜　いずれも日本時間、BS1）
- ナデシコパ。 - コパ・アメリカ2011アルゼンチン大会中継（2011年7月17日未明および早朝　いずれも日本時間、BS1）[17]
- 双方向クイズ 天下統一（2011年8月5日・8月12日・2012年1月6日 いずれも深夜） - 中山秀征と共に司会。
- サッカー女子　ロンドンオリンピックアジア最終予選中継（2011年9月11日夜 日本時間、BS1）
- 新世代が解く!ニッポンのジレンマ〜震災の年から希望の年へ〜（2012年1月1日、教育）[18]
- めざせ!会社の星（2010年4月3日 - 2012年3月16日）

#### 東京アナウンス室異動後
- ロンドン五輪を100倍楽しもう（2012年3月23日夜、日本時間、BS1及び総合）
- NHKニュースおはよう日本（スポーツコーナーキャスター（祝日を除く月曜 - 金曜）、2012年4月 - 2013年3月）
- サタデースポーツ・サンデースポーツ キャスター（2013年3月30日  - 2018年3月31日）
- 2014インチョンアジア大会　開会式中継（2014年9月19日、BS1）
- クローズアップ現代+（2016年4月 - 2017年3月）
- リオデジャネイロオリンピック（2016年8月）- 現地キャスター
- 極上!バナナ♪ゼロミュージック「世界の音楽クイズスペシャル」（2017年8月16日） - 司会
- NET BUZZ（2018年3月8日（パイロット版）、2018年4月5日 - 2020年3月26日） - MC
- 2018ジャカルタアジア大会 開会式中継 （2018年8月18日、BS1）
- SONGS OF TOKYO 第2回（2019年1月5日） - 司会
- 発表!全マクロス大投票（2019年5月4日） - 西川貴教と共に司会。
- MGCマラソングランドチャンピオンシップ〜東京五輪代表選考レース 女子〜（2019年9月15日（TBSテレビ（男子）と共同中継））
- ABU TV ソング・フェスティバル2019（2019年12月28日）  - 司会
- 新春テレビ放談（2019年1月2日、2020年1月2日） - 司会
- BS1スペシャル「コロナ新時代への提言～変容する人間・社会・倫理～」（2020年5月23日）- ナレーション
- コロナ新時代への提言「哲学者・國分功一郎」（2020年6月17日、BS1） - ナレーション
- 浮世絵ミステリー　東京前夜～広重の暗号～（2020年10月16日、BSプレミアム） - 案内人
- 逆転人生（2019年4月1日 − 2022年3月14日）
- ロコだけが知っている（2022年4月 - 2023年3月8日）
- FIFAワールドカップ2022
  - デイリーハイライト（2022年11月23日） - スタジオ進行 豊原謙二郎アナとともに
  - デイリーハイライト（2022年11月24日） - アシスタント（スタジオ進行は豊原謙二郎アナ）
  - 決勝トーナメント1回戦「フランス」対「ポーランド」（2022年12月4日 - 5日） - スタジオ進行 森田哲意アナとともに
  - デイリーハイライト（2022年12月5日） - スタジオ進行 森田哲意アナとともに
  - 総集編「挑戦者たち」（2022年12月25日） - 語り[19]
- ラグビーワールドカップ2023（総合・BS4K・NHKプラス）
  - 1次リーグ・グループD「日本」対「チリ」（2023年9月10日） - 都内パブリックビューイング会場進行[20]
- ウィークリーハイライト（2023年10月14日） - スタジオ進行（解説：五郎丸歩）
- NHKスペシャル
  - “強者のラグビー”へ ワールドカップ日本代表（2023年9月17日） - メインキャスター（スタジオ）、豊原謙二郎アナ（現地）とともに
- サンドどっちマンツアーズ（2023年4月 - 2024年2月25日） - 進行
- 激突めしあがれ 自作ラーメンの極み（2024年3月17日[21]） - 進行
- 英雄たちの選択（2018年4月 - 2024年3月、BSプレミアム→BS・BS4K→NHK BSプレミアム4K）
- 浮世絵EDO-LIFE　福袋（2019年3月[22] - 2024年3月）（不定期）声
- B面ベイビー!（2020年3月 - 2024年3月、Eテレ）（不定期）